# 彤谷麗琴

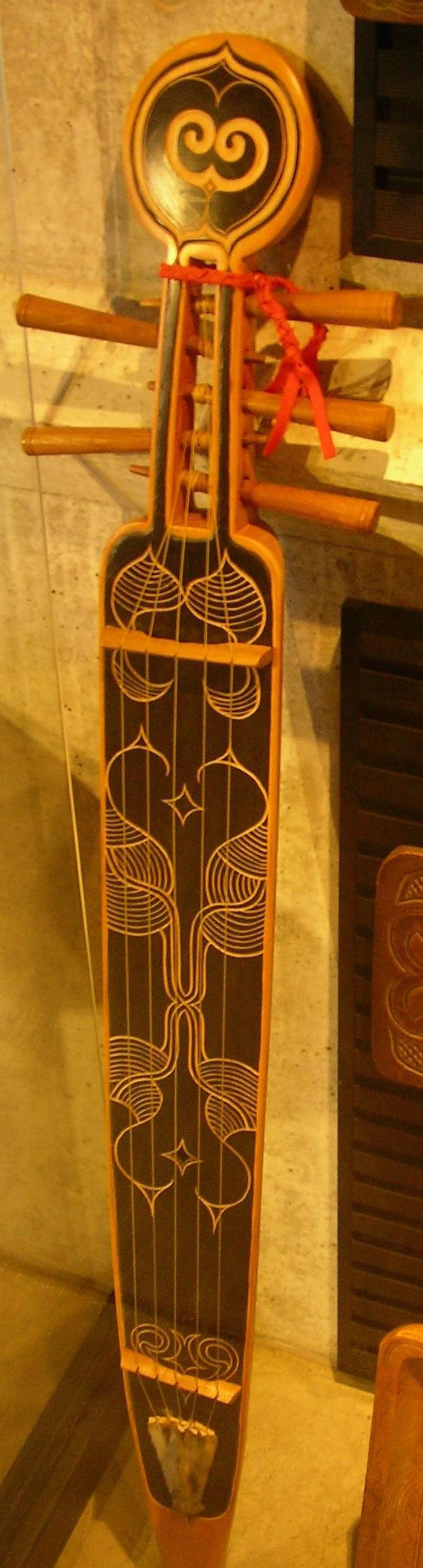

彤谷麗琴（羅馬化：tonkori）是日本北海道一種弦樂器，通常有五弦，所以又被日本譯為五弦琴。琴有三弦和六弦之分，但非常少見，文獻中能在圖畫和照片中確認的，或者說實際上是“五弦琴”的多為“五弦琴”。

## 詞源
是對樂器聲音的擬聲。也被稱為「カー」（弦）。
1800年代末期的探險家阿諾德·亨利·薩維奇·蘭德記錄了彤谷麗琴，稱為mukko（樂器）。
語言學家大貫惠美子注意到 /tonkori/ 有時在初始聲音上帶有濁塞或清塞音：[donkori] 或 [tonkori]。
一份1962年的法國出版物注意到在早期作品中拼寫donkori的用法。
而1969年日本經濟新聞社的Nikkei Asian Review周刊似乎使用tonguri和tongari作為替代拼寫。